# بوبي بارك
بوبي بارك (بالإنجليزية: Bobby Park)‏ (5 يناير 1952 بغلاسكو في المملكة المتحدة - ) هو لاعب كرة قدم بريطاني في مركز الوسط. لعب مع نادي سندرلاند.